# Vương Hoa Dũng
Vương Hoa Dũng (tiếng Trung: 王华勇; sinh tháng 9 năm 1955) là Phó đô đốc Hải quân Quân Giải phóng Nhân dân Trung Quốc (PLAN). Từ tháng 1 năm 2016 đến 2018, ông là Chính ủy Hải quân Chiến khu Đông bộ, nguyên Chính Hạm đội Đông Hải.

## Thân thế và binh nghiệp
Vương Hoa Dũng sinh tháng 9 năm 1959 ở Hồng Hồ, tỉnh Hồ Bắc, từng học nghiên cứu sinh.
Tháng 4 năm 2001, Vương Hoa Dũng đảm nhiệm chức vụ Chính ủy Lữ đoàn Lục chiến Hải quân. Cuối năm 2007, Vương Hoa Dũng được bổ nhiệm làm Chính ủy Căn cứ hải quân Du Lâm tại Hạm đội Nam Hải. Năm 2009, Vương Hoa Dũng được bổ nhiệm giữ chức Chủ nhiệm Cục Chính trị Hạm đội Nam Hải.
Tháng 7 năm 2013, Vương Hoa Dũng được bổ nhiệm giữ chức vụ Chính ủy Hạm đội Đông Hải kiêm Phó Tư lệnh Quân khu Nam Kinh, kế nhiệm Đinh Hải Xuân. Trong năm 2013, Vương Hoa Dũng được bầu làm Đại biểu Nhân đại toàn quốc Trung Quốc khóa XII, nhiệm kỳ 2013—2018. Tháng 7 năm 2014, Vương Hoa Dũng được phong quân hàm Phó đô đốc.
Tháng 1 năm 2016, Chủ tịch Quân ủy Trung ương Tập Cận Bình ra tuyên bố giải thể 7 đại Quân khu gồm Bắc Kinh, Thẩm Dương, Tế Nam, Nam Kinh, Quảng Châu, Lan Châu và Thành Đô để thiết lập lại thành 5 Chiến khu; Vương Hoa Dũng được bổ nhiệm làm Phó Chính ủy Chiến khu Đông bộ kiêm Chính ủy Hải quân trực thuộc Chiến khu Đông bộ Quân Giải phóng Nhân dân Trung Quốc. Ông nghỉ hưu năm 2018.